# Dennis Viollet
Dennis Sydney Viollet (Manchester, 20 de Setembro de 1933 — Jacksonville, 6 de Março de 1999) foi um treinador e futebolista inglês que atuava como atacante, foi o segundo jogador a ser artilheiro da Liga dos Campeões da UEFA.

## Carreira
Viollet esteve presente no desastre aéreo de Munique, onde vários de seus companheiros de clube morreram. Um dos sobrevivente, acabaria seguindo carreira no futebol. Chegou ao Manchester United em 1 de setembro de 1949, quando tinha apenas quinze anos.  No ano seguinte, já estava presente no elenco principal, porém, sua estreia aconteceria apenas em 11 de abril de 1953, contra o Newcastle United. A partir de então, passou a fazer grande parceria com Tommy Taylor, o qual acabaria morrendo no acidente. Antes, consegueria conquistar dois títulos do campeonato inglês, além de terminar como artilheiro da Copa dos Campeões na primeira participação do United, com nove tentos.
Após o acidente, consegueria se reerguer com todo o time e terminaria como artilheiro do campeonato na temporada 1959-60, quando marcou 32 vezes em 36 partidas. Foi também durante esse período que Viollet recebeu suas duas únicas convocações para a Seleção Inglesa. A primeira partida aconteceu contra a Hungria, onde acabou saindo derrotado e, na seguinte, venceu Luxemburgo, marcando uma vez. Porém, mesmo com sua grande quantidade de gols com a camisa do Manchester, nunca teve grandes oportunidades. Acabaria sendo, surpreendentemente, vendido por Matt Busby ao Stoke City quando tinha 28 anos, que pagou 25 mil libras por seu passe. Ao todo, marcaria 179 vezes em 293 oportunidades no United.
Chegaria ao Stoke quando este estava na segunda divisão inglesa e era reconstruído por Tony Waddington. Se juntaria na equipe ao lado de nomes experientes, como o lendário Stanley Matthews e Jackie Mudie, e talentos emergentes como John Ritchie e Eric Skeels. Apesar de contratado como atacante, Viollet sempre atuava no meio campo. Em sua primeira temporada, conquistaria o título da segunda divisão e, na temporada seguinte, terminaria com o vice-campeonato da Copa da Liga, tendo marcado uma vez na segunda partida contra o Leicester City. Acabaria se aposentando em 1967, após disputar 207 partidas e marcar 66 gols pelo clube. Porém, ele retornaria para atuar nos Estados Unidos, defendendo o Baltimore Bays em 34 oportunidades, marcando sete vezes.
Após sua aposentadoria, iniciaria sua carreira como treinador, em 1971, no Crewe Alexandra. Porém, permaneceria poucos meses. Uma nova oportunidade aconteceu nos Estados Unidos, quando foi contrato como treinador do Washington Diplomats. Já neste, permaneceria durante quatro temporadas, mas não obtendo grande destaque. Em seguida, seria assistente no New England Tea Men durante três temporadas e continuando na função mesmo após o clube mudar de cidade e, consequentemente, de nome. Já em Jacksonville, assumiria o time após mais três temporadas como assistente, mas ficando apenas duas. Ficaria afastado do futebol durante seis anos após deixar o último, retornando para treinar a Jacksonville University durante os cinco anos seguinte. Ainda passaria dois anos no Richmond Kickers e outros três no Jacksonville Cyclones, os últimos três de sua vida, quando morreu por conta de um câncer, aos 65 anos.
Em sua homenagem, foi incluído no hall da fama do futebol estadunidense em sua abertura. Também fora criada uma copa universitária com seu nome.